# Semidalis
Semidalis is een geslacht van insecten uit de familie van de dwerggaasvliegen (Coniopterygidae), die tot de orde netvleugeligen (Neuroptera) behoort.

## Soorten
- S. absurdiceps (Enderlein, 1908)
- S. africana Enderlein, 1906
- S. aleyrodiformis (Stephens, 1836)
- S. amazonensis Meinander, 1980
- S. anchoroides Z.-q. Liu & C.-k. Yang, 1993
- S. angusta (Banks, 1906)
- S. arabica Meinander, 1977
- S. bicornis Z.-q. Liu & C.-k. Yang, 1993
- S. biprojecta C.-k. Yang & Z.-q. Liu, 1994
- S. bituberculata Meinander, 1990
- S. boliviensis (Enderlein, 1905)
- S. brasiliensis Meinander, 1974
- S. brincki Tjeder, 1957
- S. byersi Meinander, 1972
- S. candida Navás, 1916
- S. copalina Meunier, 1910
- S. daqingshana Z.-q. Liu & C.-k. Yang in C. Yang & Liu, 1994
- S. decipiens (Roepke, 1916)
- S. deemingi Meinander, 1975
- S. deserta Meinander, 1974
- S. ecuadoriana Meinander, 1983
- S. enderleini Meinander, 1972
- S. faulkneri Meinander, 1990
- S. flinti Meinander, 1972
- S. frommeri Meinander, 1974
- S. fuelleborni Enderlein, 1906
- S. galantei Monserrat, 1982
- S. grancanariensis Ohm & Hölzel, 1999
- S. guineana Monserrat, 1989
- S. inconspicua Meinander, 1972
- S. isabelae Monserrat, 1981
- S. kazakhstanica Zakharenko, 1988
- S. kolbei Enderlein, 1906
- S. lolae Monserrat, 1983
- S. macleodi Meinander, 1972
- S. maculipennis Meinander, 1975
- S. manausensis Meinander, 1980
- S. marginalis (Banks, 1930)
- S. mascarenica Fraser, 1952
- S. meridionalis Kimmins, 1935
- S. mexicana Meinander, 1972
- S. nimboiformis Monserrat, 1989
- S. nivosa Enderlein, 1906
- S. normani Meinander in Meinander & Penny, 1982
- S. obscura Sziráki & Greve, 1996
- S. palmensis (Klingstedt, 1936)
- S. pallidicornis Monserrat, 2002
- S. panamensis Meinander, 1974
- S. peruviensis Meinander, 1974
- S. pluriramosa (Karny, 1924)
- S. pseudouncinata Meinander, 1963
- S. pulchella (McLachlan, 1882)
- S. rectangula C.-k. Yang & Z.-q. Liu, 1994
- S. rondoniensis Meinander in Meinander & Penny, 1982
- S. sanxiana Z.-q. Liu & C.-k. Yang, 1997
- S. scotti Esben-Petersen, 1928
- S. serrata Meinander, 1983
- S. soleri Monserrat, 1985
- S. tenuipennis Sziráki, 1997
- S. unicornis Meinander, 1972
- S. vicina (Hagen, 1861)
- S. wallacei Meinander, 1972
- S. xerophila Meinander, 1990
- S. ypsilon Liu et al., 2003